# Paris ma bonne ville
Paris ma bonne ville est le troisième volume, paru en 1980, de la saga Fortune de France de Robert Merle.

## Résumé
Pierre de Siorac, après avoir achevé ses études de médecine, tue en duel l'ennemi acharné de sa famille, Bertrand de Fontenac. Il doit se rendre à Paris pour demander la grâce du roi Charles IX, à l'occasion des festivités du mariage entre Henri de Navarre (le futur Henri IV) et Marguerite de Valois, sœur de Charles IX, dite Margot.
Pierre de Siorac découvre à Paris le fanatisme catholique de la population, les dures conditions de travail des artisans, la vie de Cour. Mais surtout, il échappe de justesse avec ses amis, en tant que protestant, au massacre de la Saint-Barthélemy au cours duquel l'amiral de Coligny et des milliers d'huguenots, femmes et enfants compris, sont assassinés par les catholiques.
C'est dans ce tome que Pierre de Siorac rencontre le baron de Quéribus, qui deviendra un ami très proche, et que Miroul ramasse, sur le cadavre d'un assassin, un sac de pierreries qui lui permet d'acheter une terre.

## Épisodes marquants
- Attaque du Moulin des Beunes
- Obtention des diplômes à Montpellier et rencontre du maître Giaccomi
- Mort du baron de Fontenac
- Rencontre avec Michel de Montaigne
- Montfort-Lamaury
- Rencontre avec Pierre de l'Estoile
- Confrontation avec le Baron de Quéribus
- Rencontre avec Alizon
- Mariage d'Henri IV de France
- Départ d'Angelina de Montcalm
- Massacre de la Saint-Barthélemy
- Retour vers Mespech

## Livre audio
- Robert Merle, Paris ma bonne ville, Paris, Livraphone, mars 2006 (EAN 3358950001286, BNF 40184476)Série « Fortune de France », tome 3 ; texte intégral ; narrateur : Guy Moign ; support : 2 disques compacts audio MP3 ; durée : 19 h 25 min environ ; référence éditeur : Livraphone LIV 480M.